# A Modest Proposal

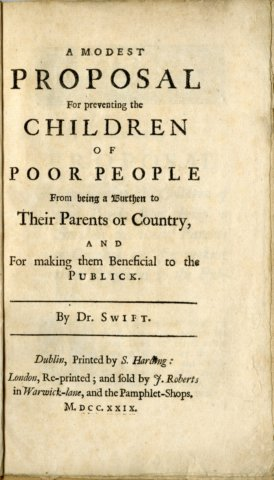
De uitgave uit 1729

A Modest Proposal: For Preventing the Children of Poor People in Ireland from Being a Burden to Their Parents or Country, and for Making Them Beneficial to the Publick is een door de Ierse deken Jonathan Swift (1667 - 1745) anoniem gepubliceerd satirisch essay. Gewoonlijk wordt het kortweg aangeduid als A Modest Proposal. Vertaald luidt de titel Een bescheiden voorstel: om te voorkomen dat de kinderen van arme mensen in Ierland een last voor hun ouders of het land zijn, en om hen profijtelijk te maken voor het publiek.
Swift beschrijft een voorstel om de kinderen van de armen als voedsel aan de rijken te voeren, zodat ze geen last meer voor hun ouders zullen zijn en nog nut hebben voor de maatschappij. 
Het Engelse origineel telt een kleine 3400 woorden, overeenkomend met elf hedendaagse boekbladzijden.

## Woede
Swift schreef dit boekje vanuit een 'heftige verontwaardiging' (Sæva Indignatio), zoals op zijn grafsteen staat. Terwijl ook zijn bekendste werk Gullivers reizen veel maatschappijkritiek bevat, is het pamflet A Modest Proposal veel harder qua toon en thema, zoals uit onderstaande fragmenten blijkt. Het is zijn meest cynische werk.

## Historische context
Het schotschrift kwam uit in 1729, toen Ierland in de greep was van een twee jaar durende hongersnood. Het landbouwseizoen 1728–1729 had in Ierland het hoogste sterftecijfer van de hele 18e eeuw.
In zijn cynische stelling dat een dood kind meer voordeel biedt dan een levend, bekritiseert Swift de onverschillige hogere klasse. Ierland was bekend om zijn absentee landlords, een groep van zo'n tienduizend grondbezitters die grotendeels in Engeland woonde. Op uitzonderingen na liet deze groep zich niets gelegen liggen aan de lagere klassen. Al in een 19e-eeuws essay van de Ierse econoom William Neilson Hancock wordt dit fenomeen aangewezen als een belangrijke oorzaak van verspilling en stagnatie.

## Inhoud
Enkele fragmenten:
| I calculate there may be about two hundred thousand couples whose wives are breeders. | Volgens mijn berekening zullen er ongeveer tweehonderdduizend echtparen zijn waarvan de vrouw fokrijp is. |
| I have already computed the charge of nursing a beggar's child (in which list I reckon all cottagers, laborers, and four-fifths of the farmers) to be about two shillings per annum, rags included; and I believe no gentleman would repine to give ten shillings for the carcass of a good fat child, which, as I have said, will make four dishes of excellent nutritive meat, when he hath only some particular friend or his own family to dine with him. Thus the squire will learn to be a good landlord, and grow popular among his tenants; the mother will have eight shillings net profit, and be fit for work till she produces another child. Those who are more thrifty (as I must confess the times require) may flay the carcass; the skin of which artificially dressed will make admirable gloves for ladies, and summer boots for fine gentlemen. | Ik heb al uitgerekend dat het levensonderhoud van een bedelaarskind (waaronder alle landarbeiders, handwerkers en vier vijfde van de boeren) kost, inclusief lompen: ongeveer twee shilling per jaar. Daarom denk ik niet dat ook maar één gentleman zou mopperen als hij tien shilling zou moeten geven voor het karkas van een goed vetgemest kind dat — zoals ik al eerder heb gezegd —, goed is voor vier zeer voedzame maaltijden, tenminste als hij die samen nuttigt met een goede vriend of zijn eigen gezin. Zodoende kan de landjonker leren hoe hij een goede landheer kan worden, geliefd bij zijn pachters; de moeder zal acht shilling netto winst maken en meteen weer aan het werk kunnen tot ze opnieuw een kind werpt. Wie op de penning is (en ik moet toegeven dat de huidige tijd dat vereist) zou het karkas eerst kunnen villen. Van de kunstig bewerkte huid zouden dan prachtige dameshandschoenen gemaakt kunnen worden en zomerlaarzen voor elegante heren. |

Ook betrekt Swift nog adviezen van anderen in zijn relaas. Zo noemt hij het voorstel om kinderen pas te doden als ze veertien zijn, ter vervanging van hertenvlees, dat niet meer beschikbaar is omdat de hogere klasse door overbejaging de herten uitgeroeid heeft. Hij wijst het af op advies van een Amerikaan die veel jongensvlees heeft gegeten, omdat het te taai is. Bovendien is het vetmesten te duur. Van de meisjes is het zonde om ze net te slachten als ze kunnen gaan fokken. Hij schat dat er zo'n duizend gezinnen regelmatig kinderkarkassen zullen afnemen en berekent de vraag op circa twintigduizend stuks.